# Greene megye (Indiana)
Greene megye az Amerikai Egyesült Államokban, azon belül Indiana államban található. Megyeszékhelye Bloomfield, legnagyobb városa Linton. Lakosainak száma 30 803 fő (2020. április 1.). Greene megye Clay, Daviess, Knox, Lawrence, Owen, Monroe, Martin és Sullivan megyékkel határos.

## Népesség
A megye népességének változása:
| Lakosok száma | 33 190 | 33 068 | 32 973 | 32 781 | 32 441 | 30 803 |
|               | 2010   | 2011   | 2012   | 2013   | 2015   | 2020   |